# Christian Ericsson (handbollsspelare)
Lars Christian Ericsson, född 23 december 1973 i Ljungby i Kronobergs län, är en svensk före detta handbollsspelare. Han spelade i anfall som högernia.

## Karriär
Började handbollskarriären i Ljungby HK men värvades snart till Växjö HF. Han fick göra landslagsdebut 1997 då han spelade för Växjö. Efter Växjö spelade han tre säsonger för Lugi HF innan han år 2000 skrev på ett proffskontrakt till tyska TSV Bayer Dormagen, bytte klubb efter ett år till TV Großwallstadt. Sejouren i tysk handboll blev kort, bara två år. Han återvände till Sverige och spelade tre år i HK Drott innan han tappade motivationen och slutade efter 2005. Ångrade sig och gjorde comeback i slutspelet 2006.
Mellan åren 1997 och 2004 spelade Ericsson 49 landskamper och gjorde 80 mål för Sveriges landslag. Han deltog vid VM 1999 i Egypten, där Sverige tog guld, och VM 2001 i Frankrike, där Sverige tog silver.

## Klubbar
- Ljungby HK
- Växjö HF (–1997)
- Lugi HF (1997–2000)
- TSV Bayer Dormagen (2000–2001)
- TV Großwallstadt (2001–2002)
- HK Drott (2002–2005, 2006)

## Meriter
- VM-guld 1999 med Sveriges landslag
- VM-silver 2001 med Sveriges landslag
- SM-silver 2003 med HK Drott